# Andreína Martínez
Andreína Martínez Founier-Rosado (sinh ngày 22 tháng 9 năm 1997) là một người mẫu và hoa hậu người Hoa Kỳ gốc Cộng hòa Dominica, người đã đăng quang Hoa hậu Cộng hòa Dominica 2021 và đại diện cho Cộng hòa Dominica tại cuộc thi Hoa hậu Hoàn vũ 2022 và đạt được vị trí Á hậu 2.

## Tiểu sử
Martínez sinh ra ở Santiago de los Caballeros, Cộng hòa Dominica và lớn lên ở Thành phố New York, Hoa Kỳ. Cô theo học trường trung học Bronx Bridges, nơi cô là đội trưởng đội bóng mềm của trường. Sau khi tốt nghiệp trung học, cô theo học tại City College of New York, Đại học New York, nơi cô tốt nghiệp xuất sắc bằng cử nhân tâm lý học và nghiên cứu Mỹ Latinh.

## Các cuộc thi sắc đẹp

### Hoa hậu Cộng hòa Dominica 2021
Martínez đại diện cho cộng đồng Dominica tại Hoa Kỳ tại cuộc thi Hoa hậu Cộng hòa Dominica 2021 vào ngày 7 tháng 11 năm 2021, tại Salón de Eventos Sambil ở Santo Domingo, nơi cô được Kimberly Jiménez trao vương miện cho người chiến thắng.

### Hoa hậu Hoàn vũ 2021 và 2022
Ban đầu, Martínez được quyền tham dự Hoa hậu Hoàn vũ 2021 nhưng đã bị thay thế bởi Á hậu 1 Debbie Aflalo sau khi Martínez có kết quả xét nghiệm dương tính với COVID-19 trước cuộc thi. Sau đó, cô được chỉ định là Hoa hậu Cộng hòa Dominica 2022 và thay vào đó sẽ tham gia cuộc thi Hoa hậu Hoàn vũ 2022. Năm 2022, cô lọt vào top 16, top 5 và top 3. Sau đó, cô trở thành Á hậu 2 trong những giây phút cuối cùng của cuộc thi.